# 清水弘一
清水 弘一（しみず　こういち）は日本の編集者。宝島社の編集長。

## 略歴
1995年からパソコン雑誌『DOS/V USER』の編集長となる。
2000年に『DOS/V USER』『遊ぶインターネット』の2誌が東京都から不健全図書指定を受けたことに反発し、取消を求める訴訟を起こす。同時にDVDを付録にした『DIGI USER』を創刊。
2001年に『ストリートロックファイル』の編集長も兼務。
2009年に『電子たばこヘルシー』を200万部発行。
2010年に『スッキリ美顔ローラー』を260万部発行。
2013年に『TRF イージー・ドゥ・ダンササイズDVD BOOK』を発行。累計380万枚。
2014年に『パン型付き！日本一簡単に家で焼けるパンレシピ』を発行。累計130万部。
2016年に『天使の深睡眠マクラBOOK』を発行。130万部。